# Instituto Nacional de Estadística de Camerún
El Instituto Nacional de Estadística ( en francés: Institut national de la statistique , sigla INS ) es una organismo autónomo del gobierno]] de Camerún. Su sede se encuentra en el centro de Yaundé,  frente a la Casa Rosa. 

## Historia
El llamado Servicio local de estadística general fue el primer órgano de estadística de Camerún. Fue creado en 1946 en Douala por la administración francesa. En 1952 se transforma en el Servicio general de estadística y mecanografía, y traslada su sede a Yaundé en 1957. A mediados de 1967 vuelve a cambiar y se denomina Direction de la Statistique générale et des Comptes économiques, para llamarse en septiembre de ese mismo año Direction de la Statistique et de la Comptabilité nationale (DSCN), denominación que será respetada hasta 2001, cuando se crea formalmente el Instituto Nacional de Estadística (INS) como ente autónomo. En 2005 fue nombrado Joseph Tedou como director general y Joseph G. B. She Etoundi como director general adjunto, y en septiembre de 2006 fue nombrado Emmanuel Nganou Djoumessi como presidente del Consejo de administración.
| Nom                    | Période     |
| ---------------------- | ----------- |
| Joseph Tedou           | 2001 – 2005 |
| Joseph Tedou           | 1993 – 2001 |
| Thomas Nkonguep        | 1985 - 1993 |
| Martin Balepa          | 1983 – 1985 |
| Thomas Nkonguep        | 1980 – 1983 |
| Moïse Ngae à Moubeke   | 1972 – 1980 |
| Rodolphe Moueyebe Ndei | 1968 – 1972 |
| Antoine Essome         | 1967 – 1968 |
| L.M. Cailleus          | 1960 - 1967 |